# Wegekreuz an der K44

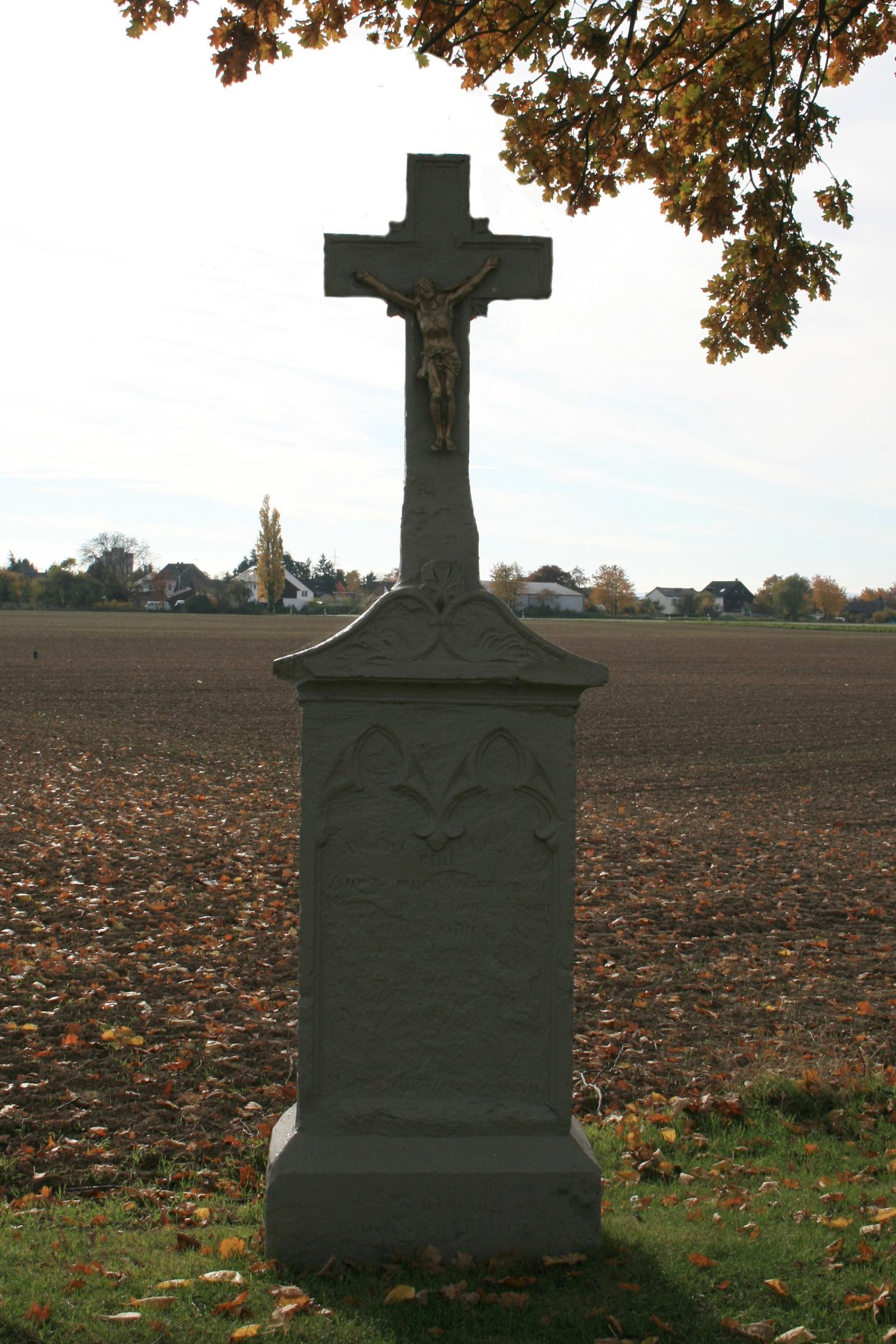
Das Wegekreuz

Das Wegekreuz an der K 44 steht zwischen Binsfeld und Rommelsheim im Kreis Düren, Nordrhein-Westfalen direkt neben der Kreisstraße.
Das Steinkreuz wurde 1857 aus Buntsandstein hergestellt. Es ist mit Ölfarbe überstrichen. Auf dem abgetreppten Sockel steht ein breiter Pfeiler mit gotisierendem Maßwerk und einer verwitterten Inschrift mit der Jahreszahl 1857. Über dem Aufsatz mit eingerollten Ranken befindet sich ein einfaches Kreuz mit gusseisernem Korpus. Aus der beschädigten Beschriftung geht hervor, dass hier am 26. Dezember 1857 der 94 Jahre alte Heinrich Wingen aus Rommelsheim verstarb.
Das Wegekreuz wurde am 7. März 1985 in die Denkmalliste der Gemeinde Nörvenich unter Nr. 4 eingetragen.
Koordinaten: 50° 47′ 18,8″ N, 6° 32′ 55,2″ O